# Williamsonova sinteza etrov
Williamsonova sinteza etrov je sintezna reakcija za pridobivanje etrov, ki jo je razvil leta 1850 Alexander Williamson. V reakciji sodelujeta alkoksidni ion in alkil halid. Poteče bimolekularna nukleofilna substitucija (SN2). Gre za najpogosteje uporabljeno reakcijo pri sintezi etrov – tako v laboratorijskem kot industrijskem merilu.

### Splošni mehanizem reakcije
Primer: reakcija natrijevega etoksida (ki ga dobimo z reakcijo NaOH in etanola) in kloroetana, pri čemer nastane dietil eter:
Na+C2H5O− + C2H5Cl → C2H5OC2H5 + Na+Cl−